# Karl Schuster (Politiker, 1940)
Karl Schuster (* 27. Oktober 1940 in Köflach; † 11. August 2010) war ein österreichischer Politiker (SPÖ) und langjähriger Bediensteter/Beamter bei den Stadtwerken Köflach.
Vom 5. November 1991 bis zum 7. November 2000 gehörte er dem steirischen Landtag in zwei Gesetzgebungsperioden als Landtagsabgeordneter an.

## Leben und Wirken
Karl Schuster wurde am 27. Oktober 1940 in Köflach in eine Eisenbahnerfamilie geboren und absolvierte nach dem Besuch der Volks- und Hauptschule Gas- und Wasserleitungsinstallateurlehre, die er mit der Gesellenprüfung abschloss. 1959 trat er in den Dienst der Stadtwerke Köflach, engagierte sich dort auch gewerkschaftlich und stieg 1976 zum Betriebsratsobmann auf. Bereits im Jahr davor hatte er in Graz die Beamtenaufstiegsprüfung absolviert. Der Beamte stieg bis 1990 zum Oberamtsrat der Stadtwerke Köflach auf. Innerhalb der SPÖ fungierte er als ehrenamtlicher Leiter des SPÖ-Sekretariats in Köflach und war Mitglied des SPÖ-Stadtparteivorstandes sowie des SPÖ-Bezirksvorstandes von Voitsberg. Nachdem die XII. Gesetzgebungsperiode des steirischen Landtags am 18. Oktober 1991 begonnen hatte, schieden bis 5. November 1991 einige SPÖ-Mandatare aus dem Landtag und wurden von anderen Mandataren nachbesetzt; darunter auch Karl Schuster. Dieser war in weiterer Folge über die gesamte XII. und auch XIII. Gesetzgebungsperiode Abgeordneter zum steirischen Landtag und war dabei unter anderem im Petitions- und Umweltausschuss vertreten, setzte sich jedoch auch stets für seine Heimatregion ein. Danach kehrte er der Landespolitik den Rücken und blieb bis zu seiner Pensionierung im Jahre 2000 Beamter bei den Stadtwerken seiner Heimatgemeinde. Über 23 Jahre hatte er auch die bereits erwähnte Position als Obmann der Personalvertretung bei den Stadtwerken inne.
Am 11. August 2010, rund zweieinhalb Monate vor seinem 70. Geburtstag, starb Schuster.